# Криспольд
Криспольд — святой христианский мученик I века, почитаемый римско-католической церковью. День памяти — 12 мая.

## Предание о жизни
Святой Криспольд (лат.: Cyspolitus, Crispoltus, Chrysopolitus, итал.: Crispolto, Crispolito, Crispoldo) почитается святым покровителем города (коммуны) Беттона в области Умбрия. Предание гласит, что святой Криспольд (Крисполит) был учеником апостола Петра и являлся первым епископом городов Фолиньо и Беттоны в Римской империи, и до сих пор епархии Ночера-Умбра и Фолиньо также включают его имя в епископские списки.
Согласно легендарной ПассияПассии XII века, Криспольд был уроженцем Иерусалима и одним из семидесяти учеников Спасителя. В 58 году нашей эры святой Петр отправил Криспольда в Италию проповедовать там христианство. Криспольд отправился в Умбрию и совершил чудеса в городе Беттона. Он был рукоположен в сан епископа Беттоны святым Бриксием, который был епископом Масса-Мартаны. Святого Бриксия также назван епископом Сполето и Фолиньо. Согласно Джузеппе Каппеллетти, святой Бриксий возможно, был региональным епископом, а не епископом конкретной епархии, что объясняет его связь с несколькими епархиями. И на Криспольда после Бриксия был положен сан епископа Фолиньо.
Криспольд начал проповедовать христианство в своей епархии, но был арестован солдатами римского императора Максимиана (250-310). Он предстал перед префектом Астерием и был приглашен для принесения жертвы римским богам. Криспольд отказался и был убит после пыток.
В то же время мужчина по имени Баронций (Baronzio) был обезглавлен за то, что был христианином. Сестра святого Криспольда Тутела вместе с двенадцатью другими женщинами попытались похоронить Криспольда и Баронция, но были схвачены при этой попытке. Они также отказались приносить жертвы римским богам и были преданы смерти. Считается, что их мученическая смерть произошла 12 мая.

## Память
- Санта-Мария Инфрапортас - церковь в городе Фолиньо хранит предание, что храм на этом месте в  58 году освятил святой Криспольд (Крисполит).
- Аббазия ди Сан-Криспольто - бенедиктинское аббатство в Пассаджио (Passaggio) (в трёх километрах от города (коммуны) Беттона) хранит предание, что на этом месте претерпел мученическую смерть за Иисуса Христа святой Криспольд (Крисполит) и в новой церкви, построенной в стенах города (коммуны) Беттона, переданной позже ордену францисканцев, освященной в честь этого святого хранятся мощи святого Криспольда (Крисполита).

## Предположения
Германское имя Криспольда делает его связь с апостолами маловероятной и, возможно, легендарной.